# Saint-Christophe-en-Boucherie
Saint-Christophe-en-Boucherie – miejscowość i gmina we Francji, w Regionie Centralnym, w departamencie Indre.
Według danych na rok 1990 gminę zamieszkiwało 277 osób, a gęstość zaludnienia wynosiła 10 osób/km² (wśród 1842 gmin Regionu Centralnego Saint-Christophe-en-Boucherie plasuje się na 864. miejscu pod względem liczby ludności, natomiast pod względem powierzchni na miejscu 398.).